# حيدر نجم
حيدر نجم (من مواليد 1 يوليو 1968) هو مهاجم كرة قدم عراقي سابق لعب لمنتخب العراق في تصفيات كأس العالم 1998 وتصفيات كأس العالم 2002. ولعب للمنتخب الوطني بين عامي 1997 و2001 ويعد من افضل المهاجمين في تاريخ المنخب العراقي .

## الإنجازات

### النادي
النجف
- بطولة أم المعارك: 1997–98

## الإحصائيات المهنية

### الأهداف الدولية
| #  | تاريخ         | مكان                   | الخصم     | اهداف | نتيجة | مسابقة                            |
| -- | ------------- | ---------------------- | --------- | ----- | ----- | --------------------------------- |
| 1. | 29 يونيو 1997 | الملعب المركزي، ألماتي | كازاخستان | 1 –0  | 1-3   | تصفيات كأس العالم لكرة القدم 1998 |
| 2. | 14 أبريل 2001 | ملعب الشعب، بغداد      | نيبال     | 5 -1  | 9-1   | تصفيات كأس العالم لكرة القدم 2002 |